# Warunek Höldera
Warunek Höldera – własność funkcji pojawiająca się w założeniach wielu twierdzeń z zakresu analizy matematycznej. Jest to uogólnienie warunku Lipschitza i tak jak on jest warunkiem wystarczającym na ciągłość jednostajną.

## Definicja
Niech {\displaystyle f\colon I\to \mathbb {R} } będzie funkcją, dla której istnieją stałe {\displaystyle L\geqslant 0} oraz {\displaystyle \alpha \in (0;1]} takie, że:
{\displaystyle |f(x)-f(y)|\leqslant L|x-y|^{\alpha }.}
Wtedy mówi się, że {\displaystyle f} spełnia warunek Höldera ze stałą {\displaystyle L} i z wykładnikiem {\displaystyle \alpha .}
Funkcja hölderowska jest jednostajnie ciągła na {\displaystyle I}.